# Шардаков, Павел Фёдорович
Павел Фёдорович Шардаков (1929—2007) — советский и российский художник-реалист, живописец (монументалист и станковист). Заслуженный художник Российской Федерации (2002).

## Биография
Родился 24 октября 1929 года в деревне Копылы Оханского района Пермской области в крестьянской семье. В 1934 году семья переехала в Пермь, где отец стал работать извозчиком.
Окончив школу, Павел рано проявивший способности к рисованию, был принят на работу в мастерскую «Агитплакат» при Союзе художников Перми. Образование получил в Свердловском художественно-педагогическом училище (1952) и в Ленинградском высшем художественно-промышленном училище на кафедре монументальной живописи (1958).
На творчество художника оказали влияние великие реалисты прошлого: И. Е. Репин, В. И. Суриков, В. А. Серов и его непосредственный учитель Г. А. Савинов. Помимо этого он вдохновлялся такими разными явлениями жизни, как история Земли (калийные шахты Урала) и история человеческого духа (религиозная живопись).
По окончании учёбы в Ленинграде вернулся в Пермь. В 1962 году принят в члены Союза художников СССР. В 1965 году был избран председателем правления пермского отделения Союза художников РСФСР. В том же году в Москве на пленуме правления СХ ему предложили переехать в Волгоград, где было много работы для художника-монументалиста.
Наряду с произведениями монументально-декоративного искусства создал множество пейзажных полотен, портретов и натюрмортов.
Имя П. Ф. Шардакова занесено в энциклопедию «Лучшие люди России» в 2005 году.
Живописные полотна и графические работы художника хранятся в музеях Москвы, Санкт-Петербурга, Волгограда, Перми, Новгорода, Вологды, Свердловска, Лондона, Мадрида, Праги.
Скончался 7 ноября 2007 года в Волгограде.

«Убеждённый традиционалист, реалист, истинно национальный русский мастер, он не был ни консерватором, ни догматиком, так как его дар лирика и мыслителя побуждал его всё время, любя жизнь, природу и человека, ощущать изменяемость эпохи, честно и чутко находить этот отклик в своей душе и выражать в своём искусстве».
И. Г. Мямлин, член Союза художников России, действительный член Петровской академии наук и искусств (СПб), заслуженный деятель искусств России

## Основные произведения

### Живопись
- Доярки. 1959 г.[2]
- На русской Масленице (первые наброски в 1957 г., закончена в 1997 г.)
- У окна. 1967 г.
- В недрах земли. 1967 г.
- К жизни. 1984 г.
- Мои истоки. 1999 г.
- Портрет жены (недоступная ссылка)

### Иконопись
- Триптих в трапезной Казанского собора в Волгограде. 1988 г.
- Храмовая икона в часовне Георгия Победоносца в г. Чусовом. 1994 г.
- Иконы к иконостасу храма Преподобного Сергия Радонежского в Волгограде. 1998 г.

### Монументально-декоративное искусство
- «Человек-творец». Мозаичное панно на фасаде конференц-зала химкомбината «Каустик» в Волгограде. 1969—1973 гг.
- «Завод-солдат», «Завод-труженик». Мозаичные панно на ризалитах заводоуправления Волгоградского тракторного завода. 1973—1980 гг.
- «Война народная». Скульптурная рельефная стела. Мемориальный комплекс Уральскому добровольческому танковому корпусу в Перми. 1965—1985 гг.
- «Греческие музы и русский балет». Роспись фойе учебного театра Пермского хореографического училища. 1984 г.
- Цикл картин[3] «Поход Ермака» в Музее Ермака в г. Чусовом Пермского края. 1987—1990 г.[4]

|                                                                                       |                                                                                         |
| «Завод-солдат». Мозаичное панно на заводоуправлении Волгоградского тракторного завода | «Завод-труженик». Мозаичное панно на заводоуправлении Волгоградского тракторного завода |